# Chhinchu
Chhinchu (en népalais : छिन्चु) est un comité de développement villageois du Népal situé dans le district de Surkhet. Au recensement de 2011, il comptait 14 036 habitants.